# Yutu-2
Yutu-2 (chinês simplificado: 玉兔二号, pinyin: Yùtù Èrhào, lit. ‘Coelho de jade 2’)  é um rover lunar robótico que fazia parte da missão chinesa Chang'e 4 na Lua. O rover junto com a Chang'e 4 foram lançados em 7 de dezembro de 2018 às 18:23 UTC e entraram em órbita lunar em 12 de dezembro de 2018, antes de pousarem no lado oposto da Lua em 3 de janeiro de 2019. Yutu-2 está atualmente operacional e mantém o recorde de rover lunar mais longevo , após ter passado (em 20 de novembro de 2019) o recorde anterior de 321 dias terrestres, mantido pelo rover Lunokhod 1 da União Soviética. Yutu-2 é o primeiro rover lunar a operar no lado oculto da Lua. Em janeiro de 2022, ele havia viajado uma distância de mais de 1000m ao longo da superfície da Lua.  Dados do seu radar de penetração no solo (GPR) foram usados por cientistas para reunir imagens de múltiplas camadas profundamente abaixo da superfície do lado oculto da Lua. 
O rover foi lançado do módulo lunar Chang'e 4 da China depois de concluir com sucesso o primeiro pouso suave no outro lado da lua, em janeiro de 2019. Rodando pela cratera Von Kármán de 186 quilômetros, o rover tem explorado cuidadosamente o outro lado da lua. Durante esse tempo, o rover fez uma varredura detalhada abaixo da superfície da lua e até mesmo avistou uma misteriosa substância "parecida com um gel", que os cientistas acreditam ser rocha lunar derretida em vidro pela energia do impacto de um asteróide.

## Visão Geral

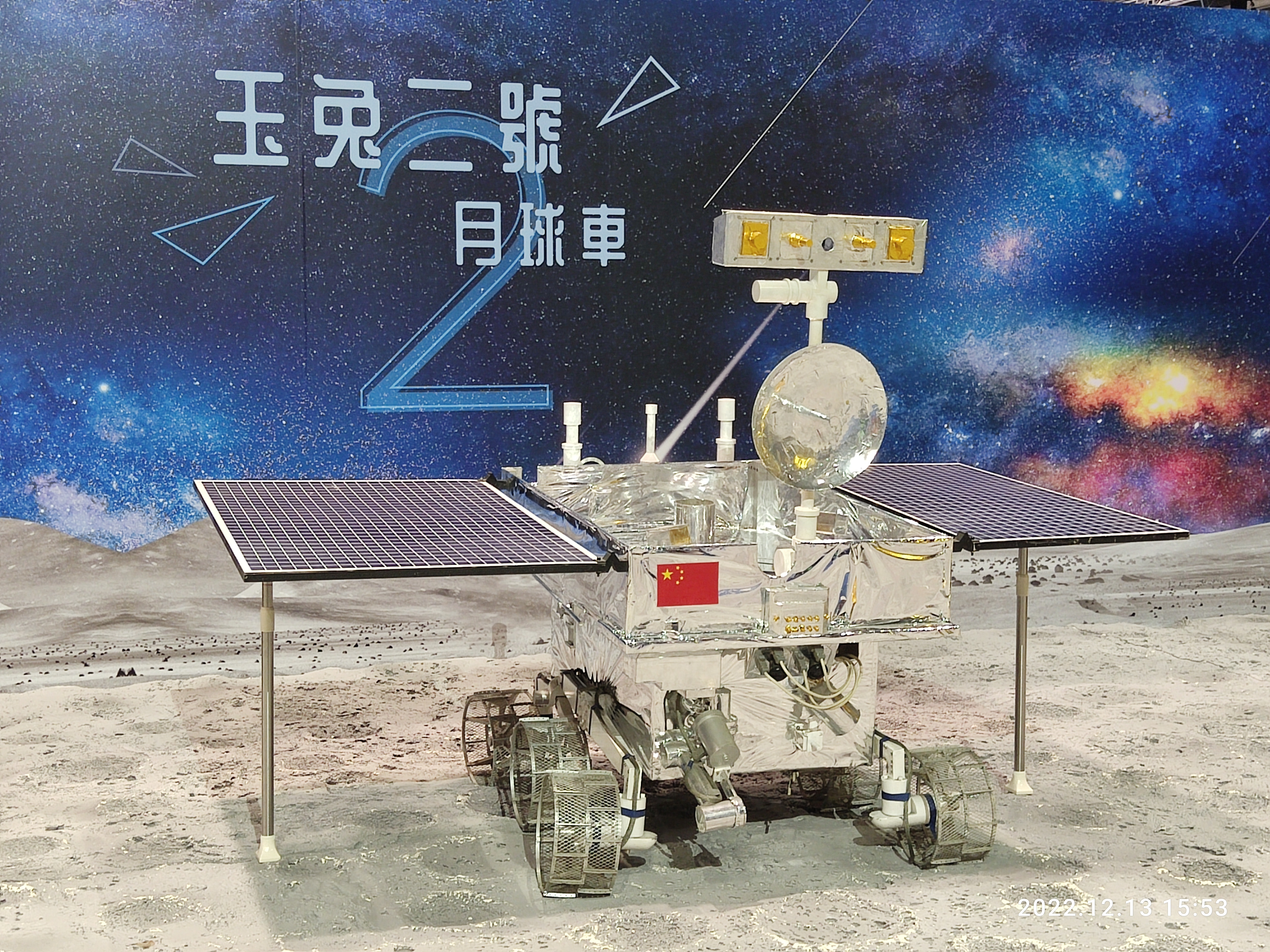
Maquete do rover Yutu-2.

O rover é uma melhoria do primeiro Yutu rover de 2013 da missão da Chang'e 3. O rover mede 1,5 × 1,0 × 1,0 m com uma massa de 140kg, e é impulsionado por seis rodas. O Yutu-2 foi fabricado em Dongguan, província de Guangdong. Tanto o módulo de pouso da Chang'e 4 estacionário quanto o rover Yutu-2 são equipados com uma unidade de aquecimento de radioisótopos (RHU) para manter seus subsistemas durante as longas noites lunares enquanto a energia elétrica é gerada por painéis solares. O Yutu-2 hiberna durante as noites lunares de duas semanas, quando as temperaturas podem cairam para aproximadamente 190 graus Celsius negativos.
A Chang'e 4 pousou às 02:26 UTC em 3 de janeiro de 2019, tornando-se a primeira espaçonave a pousar no lado oculto da Lua, e o rover foi liberado  cerca de 12 horas depois, onde o módulo de pouso estendeu uma rampa para posicionar o rover Yutu-2 na superfície lunar.

## Carga Científica
- Câmera panorâmica (PCAM), que é instalada no mastro do rover e pode girar 360°. Tem uma faixa espectral de 420nm–700nm e adquire imagens 3D por estereovisão binocular.[16]
- Radar penetrante lunar (LPR), é um radar penetrante no solo com uma profundidade de sondagem de aproximadamente 30m com 30cm de resolução vertical, e mais de 100m com resolução vertical menor de apenas de 10m.[16]
- Espectrômetro de Imagem visível e de infravermelho(VNIS), para espectroscopia que pode então ser usado para identificação de materiais de superfície e traços de atmosfera. A faixa espectral cobre comprimentos de onda visíveis ao infravermelho próximo (450nm – 950nm).
- Analisador avançado de átomos neutros (ASAN), é um analisador de átomos neutros energéticos fornecido pelo Instituto Sueco de Física Espacial (IRF). Ele irá revelar como o vento solar interage com a superfície lunar, o que pode ajudar a determinar o processo por trás da formação da água lunar. [17]

## Custo
De acordo com Wu Yanhua, o vice-diretor do projeto, o custo de toda a missão foi "perto de construir um quilômetro de metrô", que pode variar de 500 milhões de yuans (cerca de 72,6 milhões de dólares americanos) a 1,2 bilhão de yuans (cerca de 172,4 milhões de dólares).

## Local de pouso
O local de pouso está dentro da cratera Von Kármán (180 km de diâmetro) na Bacia do Pólo Sul-Aitken, no lado oculto da Lua, que nunca fora explorada antes por sondas. O local tem valor simbólico e científico: Theodore von Kármán foi o orientador de doutorado de Qian Xuesen, o fundador do programa espacial chinês.

## Operações e resultados
Um dia após o pouso, o Yutu-2 entrou em hibernação para sua primeira noite lunar e retomou as atividades em 10 de janeiro de 2019, com todos os instrumentos operando nominalmente. Durante seu primeiro dia lunar completo, o rover viajou 120m, e em 11 de fevereiro de 2019 se desligou novamente para sua segunda noite lunar.  Em maio de 2019, foi relatado que a Chang'e 4 identificou o que parecem ser rochas do manto na superfície, seu objetivo principal.
Em novembro de 2019, o Yutu 2 quebrou o recorde de longevidade lunar anteriormente mantido pelo rover Lunokhod 1 da União Soviética , que operou na superfície lunar por onze dias lunares (321 dias terrestres).
Em fevereiro de 2020, astrônomos chineses relataram, pela primeira vez, uma imagem de alta resolução de uma sequência de ejeção lunar, e, também, uma análise direta de sua arquitetura interna. Estas foram baseadas em observações feitas pelo Radar de penetração lunar (LPR) do rover. 
Dados de seu radar de penetração no solo (GPR) construíram uma imagem de múltiplas camadas abaixo da superfície a uma profundidade de 300 metros.

### Substância "semelhante a gel"
Em Setembro de 2019, o rover Yutu-2 encontrou uma substância misteriosa incomum na superfície lunar "semelhante a um gel" dentro de uma pequena cratera na região central da cratera Von Kármán no polo sul do lado oculto da lua . Uma análise posterior mais aprofundada descobriu que a substância assemelha-se a rocha derretida por impacto lunar. Assim, a pesquisa indica que o material brilhante e verde é, de fato, rocha que se fundiu devido ao calor gerado pelo impacto de um meteorito na Lua. 

### Cabana misteriosa
Em Dezembro de 2021, o rover, que estava cruzando uma cratera do outro lado da lua avistou uma misteriosa estrutura em forma de cubo em novembro enquanto examinava o horizonte. A estrutura foi originalmente nomeada como "Cabana Misteriosa" (chinês simplificado: 神秘小屋, pinyin: Shénmì xiǎowū) ou "Cubo Lunar".  A estrutura não identificada parecia estar localizada a cerca de 80 metros de distância de onde o Rover atravessou, que estava atravessando a cratera Von Kármán no Pólo Sul-Bacia Aitken na lua.
O curso da Yutu-2 foi ajustado para verificar o objeto, e em 7 de janeiro de 2022, o rover chegou à "Cabana Misteriosa" após viajar por um mês e descobriu que era uma "rocha de formato irregular". 